# Línea L18 (Montevideo)
La línea L18 fue una línea local de la terminal del Cerro uniendo la misma con la playa homónima.

## Características
En su último tiempo de operación, tras estar inactiva a principios de 2023, realizó  recorridos de prueba. Su servicio fue remplazado en gran medida, con la extensión de las líneas urbanas que tenían como destino a la terminal del Cerro.  
Al igual que la línea L17 era operada por la compañía Cutcsa y las cooperativas Coetc y Ucot.

## Recorridos
| Ida - Terminal Cerro - Pedro Castellino - Turquía - Haití - Avenida Santín Carlos Rossi - Avenida Carlos María Ramírez - Bogotá - Inglaterra - Vizcaya - Suiza | Vuelta - Suiza - Grecia - Avenida Carlos María Ramírez - Avenida Santín Carlos Rossi - Pedro Castellino - Terminal Cerro |